# Terapia de exposición
La terapia de exposición es una técnica de terapia conductual usada para el tratamiento de trastornos de ansiedad. La terapia de exposición implica exponer al paciente objetivo a la fuente de su ansiedad o a su contexto, sin la intención de causar peligro alguno. Se cree que hacerlo ayuda a estas personas a superar su ansiedad o distrés. En términos procedimentales, es similar al paradigma de extinción del miedo desarrollado en el estudio del comportamiento con roedores de laboratorio. Numerosos estudios han demostrado su eficacia en el tratamiento de trastornos tales como el trastorno de ansiedad generalizada, el trastorno de ansiedad social, el trastorno obsesivo-compulsivo, el trastorno por estrés postraumático (TEPT) y fobias específicas.

## Usos terapéuticos

### Trastorno de ansiedad generalizada
Existe evidencia empírica que avala el uso de la terapia de exposición como tratamiento efectivo para personas con trastorno de ansiedad generalizada, específicamente la terapia de exposición in vivo (esto es, exposición en situaciones de la vida real, en vez de simuladas), que ha demostrado mayor efectividad que la exposición imaginaria en lo que respecta al trastorno de ansiedad generalizada. El objetivo del tratamiento de exposición in vivo es el de promover la regulación emocional por medio de una exposición terapéutica sistemática y controlada a estímulos traumáticos. La terapia de exposición es también uno de los métodos preferidos en el tratamiento de niños con problemas de ansiedad.

### Fobias
La terapia de exposición es el tratamiento más exitoso para las fobias del que se tenga conocimiento. Varios metanálisis publicados han incluido estudios de tratamientos de fobias  de una a tres horas en una sola sesión, utilizando exposición imaginaria. En un seguimiento post-tratamiento cuatro años después, 90 % de los participantes mantuvo una considerable reducción del miedo, la evitación y el nivel general de deterioro, mientras que un 65 % no experimentaba ya síntoma alguno de una fobia específica.
La agorafobia y el trastorno de ansiedad social son ejemplos de fobias que han sido tratadas con éxito gracias a la terapia de exposición.

### Trastorno por estrés postraumático (TEPT)
La terapia de exposición en el tratamiento del TEPT implica exponer al paciente a estímulos desencadenantes de ansiedad por TEPT, con el objeto de debilitar las conexiones neuronales entre tales desencadenantes y recuerdos traumáticos (también llamado desensibilización). La forma de exposición puede involucrar:
- un desencadenante en la vida real (exposición "in vivo")
- un desencandenante imaginado (exposición "imaginaria")
- exposición por medio de realidad virtual
- una sensación desencadenada, generada de manera física (exposición "interoceptiva") .

Técnicas de exposición incluyen:
- Inundación: consistente en exponer al paciente directamente a un estímulo desencadenante y, simultáneamente, hacer que no sienta miedo.
- Desensibilización sistemática (también llamada "exposición graduada"): consistente en exponer gradualmente al paciente a experiencias cada vez más vívidas relacionadas con el trauma, pero que no desencadenan estrés postraumático.
- Terapia narrativa de exposición: consistente en crear un relato escrito de las experiencias traumáticas de un paciente o grupo de pacientes, de una manera que sirva para que recuperen su autoestima y reconozcan su propio valor. Bajo este nombre se usa principalmente en el tratamiento de refugiados, de manera grupal.[14] También forma una parte importante de la terapia de procesamiento cognitivo, y la Asociación Estadounidense de Psicología (APA) la recomienda de manera condicional en el tratamiento del TEPT.[14]
- Terapia de exposición prolongada (EP): forma de terapia conductual y cognitivo-conductual diseñada para el tratamiento del trastorno de estrés postraumático, caracterizada por dos procedimientos principales: exposiciones imaginarias e in vivo. La exposición imaginaria se refiere a un recuento repetido y 'a propósito' del recuerdo traumático. La exposición in vivo se refiere a confrontar gradualmente situaciones, lugares y cosas que recuerdan el trauma o que se sienten peligrosas (a pesar de ser seguras en términos objetivos). Procedimientos adicionales incluyen el procesamiento del recuerdo traumático y el reentrenamiento respiratorio. La Asociación Estadounidense de Psicología recomienda enfáticamente la EP como tratamiento psicoterapéutico de primera línea para el TEPT.[15]

Grupos de investigación empezaron a experimentar con la terapia de exposición por realidad virtual (VRE) en el contexto de la terapia de exposición al TEPT en 1997, con la aparición del escenario "Vietnam Virtual". Vietnam Virtual se utilizó como tratamiento de terapia de exposición graduada para veteranos de la guerra de Vietnam que cumplían con los criterios de calificación para un diagnóstico de TEPT. Un varón caucásico de 50 años fue el primer veterano en participar. Los resultados preliminares concluyeron mejoras post-tratamiento en todas las medidas de TEPT, así como un mantenimiento de las ganancias en un seguimiento a los seis meses. El ensayo clínico abierto subsiguiente de Vietnam Virtual con 16 veteranos mostró una reducción en los síntomas de TEPT.
Este método también se evaluó en varios soldados en servicio activo del ejército, utilizando una simulación computarizada inmersiva de entornos militares a lo largo de seis sesiones. Los síntomas autoreportados de TEPT de estos soldados disminuyeron de forma considerable tras el tratamiento. La terapia de exposición se ha mostrado prometedora en el tratamiento del TEPT comórbido con el abuso de sustancias.

### Trastorno obsesivo-compulsivo
Los tratamientos de exposición y prevención de respuesta (también conocidos como tratamientos de exposición y prevención del ritual; EPR o EX/PR) son una variante de la terapia de exposición recomendada por la Academia Estadounidense de Psiquiatría Infantil y Adolescente (AACAP), la Asociación Estadounidense de Psiquiatría (APA) y la Clínica Mayo como tratamiento de primera línea para el trastorno obsesivo-compulsivo (TOC), citando que tiene el apoyo empírico más abundante en términos de resultados entre jóvenes y adolescentes.
La EPR se basa en la idea de que un efecto terapéutico se logra cuando los participantes confrontan sus miedos, pero se abstienen de participar en la respuesta o ritual de escape que retrasa o elimina el distrés. En el caso de personas con TOC o un trastorno de ansiedad, existen pensamientos o situaciones que les provocan angustia o distrés. Estas personas suelen luchar contra esta angustia a través de conductas específicas que incluyen la evitación o el uso de rituales. Sin embargo, la EPR implica deliberadamente evocar el miedo, la ansiedad o el distrés en la persona exponiéndola al estímulo temido. La prevención de respuesta implica entonces que el individuo se detenga a la hora de iniciar la conducta ritualista o compulsiva que funciona para disminuir el distrés. Luego se le enseña al participante a tolerar la angustia o distrés hasta que desaparezca por sí sola, aprendiendo por tnanto que los rituales no siempre son necesarios para disminuir la angustia o la ansiedad. Con la práctica repetida de la EPR, se espera que los pacientes con TOC descubran que pueden tener pensamientos e imágenes obsesivos, pero que no tienen la necesidad de hacer rituales compulsivos para disminuir el distrés.
En los parámetros de práctica de la AACAP para el TOC se recomienda la terapia cognitiva conductual, y más específicamente la EPR, como tratamiento de primera línea para jóvenes con TOC de severidad leve a moderada y una combinación de psicoterapia y farmacoterapia para el TOC severo. Exámenes hechos por la Cochrane Review de diferentes ensayos controlados aleatorizados corroboran los hallazgos repetidos respecto a la superioridad de la EPR sobre controles en  lista de espera o placebos con píldoras y respecto a la superioridad de la combinación de EPR y farmacoterapia, si bien tamaños del efecto de eficacia similares entre la EPR y la farmacoterapia por separado.

## Técnicas
La terapia de exposición se basa en los principios del condicionamiento clásico (también llamado condicionamiento Pavloviano o respondiente), en particular en el concepto de extinción pavloviana. El o la terapeuta de exposición identifica las cogniciones, emociones y excitación fisiológica que acompañan a un estímulo que induce el miedo y luego intenta romper el patrón de escape que mantiene el miedo. Esto se hace exponiendo al paciente a estímulos inductores de miedo progresivamente más fuertes. El miedo se minimiza en cada paso o desafío de una serie (una jerarquía), pasos que pueden ser explícitos ("estáticos") o implícitos ("dinámicos"; véase Método de los factores) hasta que el miedo finalmente desaparezca. Es posible para el paciente terminar el procedimiento en cualquier momento.
Hay en general tres tipos de procedimientos de exposición. El primero es la exposición in vivo o en la "vida real". Este tipo de procedimiento expone al paciente a situaciones reales que inducen miedo. Por ejemplo, si alguien tiene miedo a hablar en público, se le puede pedir que dé un discurso frente a un pequeño grupo de personas. El segundo tipo de exposición es la imaginaria, en el que se les pide a los pacientes que imaginen una situación a la que tienen miedo, procedimiento que es útil para personas que tienen que confrontar pensamientos y recuerdos a los que se les teme. El tercer tipo de exposición es la interoceptiva, que puede utilizarse para trastornos más específicos como el trastorno de pánico o el trastorno por estrés postraumático. Los pacientes confrontan síntomas corporales temidos, como el aumento del ritmo cardíaco o la dificultad para respirar. Todos los tipos de exposición pueden utilizarse en conjunto o por separado.
Si bien la evidencia respalda claramente la efectividad de la terapia de exposición, algunos terapeutas se sienten incómodos al usar la terapia de exposición imaginaria, especialmente en casos de TEPT. Es posible que esto se deba a una falta de conocimiento, a una falta de confianza en las propias capacidades del terapeuta para usarla o, más comúnmente, a que vean contraindicaciones significativas para su cliente.
La terapia de inundación también expone al paciente a estímulos a los que se les teme, pero es bastante diferente en el sentido de que la inundación comienza por el elemento más temido en una jerarquía de miedos, mientras que la exposición usualmente se empieza en el elemento que induce menos miedo.

### Exposición y prevención de respuesta
En la variante de la terapia de exposición que recibe el nombre de exposición y prevención de respuesta (EPR o EX/PR), la resolución de abstenerse de hacer una respuesta de escape debe mantenerse en todo momento y no solo durante sesiones de práctica específicas. De esta manera, el participante no solo experimenta la habituación al estímulo temido, sino que también practica una respuesta conductual incompatible con el miedo al estímulo. La característica distintiva es que los individuos confrontan sus miedos y descontinúan sus respuestas de escape. La Asociación Estadounidense de Psiquiatría recomienda la EPR para el tratamiento del TOC, citando que ERP tiene el apoyo empírico más abundante.
Si bien este tipo de terapia causa de manera típica cierta ansiedad a corto plazo, esto facilita la reducción a largo plazo de los síntomas obsesivos y compulsivos. : 103 Generalmente, la EPR incorpora un plan de prevención de recaídas hacia el final del curso de la terapia.

## Historia
El uso de la exposición como modo de terapia comenzó en la década de 1950, en una época en que las perspectivas psicodinámicas dominaban la práctica clínica occidental y la terapia conductual estaba apenas apareciendo. Psicólogos y psiquiatras sudafricanos utilizaron por primera vez la exposición como una manera de reducir miedos patológicos, tales como las fobias y problemas relacionados con la ansiedad, y llevaron sus métodos a Inglaterra a travées del programa de capacitación del Hospital Maudsley.
Joseph Wolpe (1915–1997) fue uno de los primeros psiquiatras en despertar el interés en el tratamiento de problemas psiquiátricos como problemas de conducta. Buscó el consejo de otros psicólogos comportamentales, entre ellos James G. Taylor (1897-1973), que trabajaba en el departamento de psicología de la Universidad de Ciudad del Cabo en Sudáfrica. Si bien la mayor parte de su trabajo nunca se publicó, Taylor fue, por lo que se sabe, el primer psicólogo en usar el tratamiento de la terapia de exposición para la ansiedad, incluyendo métodos de exposición situacional con prevención de respuesta, técnica de terapia de exposición común que todavía se usa. A partir de la década de 1950, se han desarrollado varios tipos de terapia de exposición, incluyendo la desensibilización sistemática (desarrollada por Wolpe), la inundación, la terapia implosiva, la terapia de exposición prolongada, la terapia de exposición in vivo y la terapia de exposición imaginaria.

## Mindfulness
Una revisión de 2015 señaló paralelismos entre la terapia de exposición y el mindfulness (o atención plena), afirmando que la meditación consciente "se parece a una situación de exposición en tanto los practicantes [de la atención plena] 'se vuelven hacia su experiencia emocional', traen aceptación a las respuestas corporales y afectivas, y se abstienen de enfrentarse a ello por medio de una reactividad interna." Estudios de imágenes cerebrales han demostrado que la corteza prefrontal ventromedial, el hipocampo y la amígdala se ven todos afectados por la terapia de exposición; estudios de imágenes cerebrales han mostrado una actividad similar en estas regiones durante el entrenamiento en mindfulness (atención plena).

## Desensibilización y reprocesamiento por movimientos oculares
La terapia de desensibilización y reprocesamiento por movimientos oculares (DRMO, o EMDR por sus siglas en inglés) incluye un elemento de terapia de exposición (específicamente la desensibilización), si bien es motivo de debate el si este es un método efectivo o no.

## Investigación
La terapia de exposición puede investigarse en el laboratorio utilizando paradigmas de extinción pavlovianos. El uso de roedores como ratas o ratones para estudiar la extinción permite que se investiguen los mecanismos neurobiológicos subyacentes involucrados, así como la evaluación de complementos farmacológicos para mejorar el aprendizaje de extinción.